# Foorplein (Tranvía de Amberes)
La estación de Foorplein es una estación de la red de Tranvía de Amberes, perteneciente a la sección del premetro. Actualmente, se encuentra fuera de servicio.
Se encuentra en el túnel este de la red, bajo la Turnhoutsepoort.

## Presentación
El primer nivel contiene las máquinas dispensadoras. El segundo contiene los andenes hacia Zegel y la calle.

## Futuro
La estación seguirá siendo, de momento, salida de emergencia.